# Apple Remote

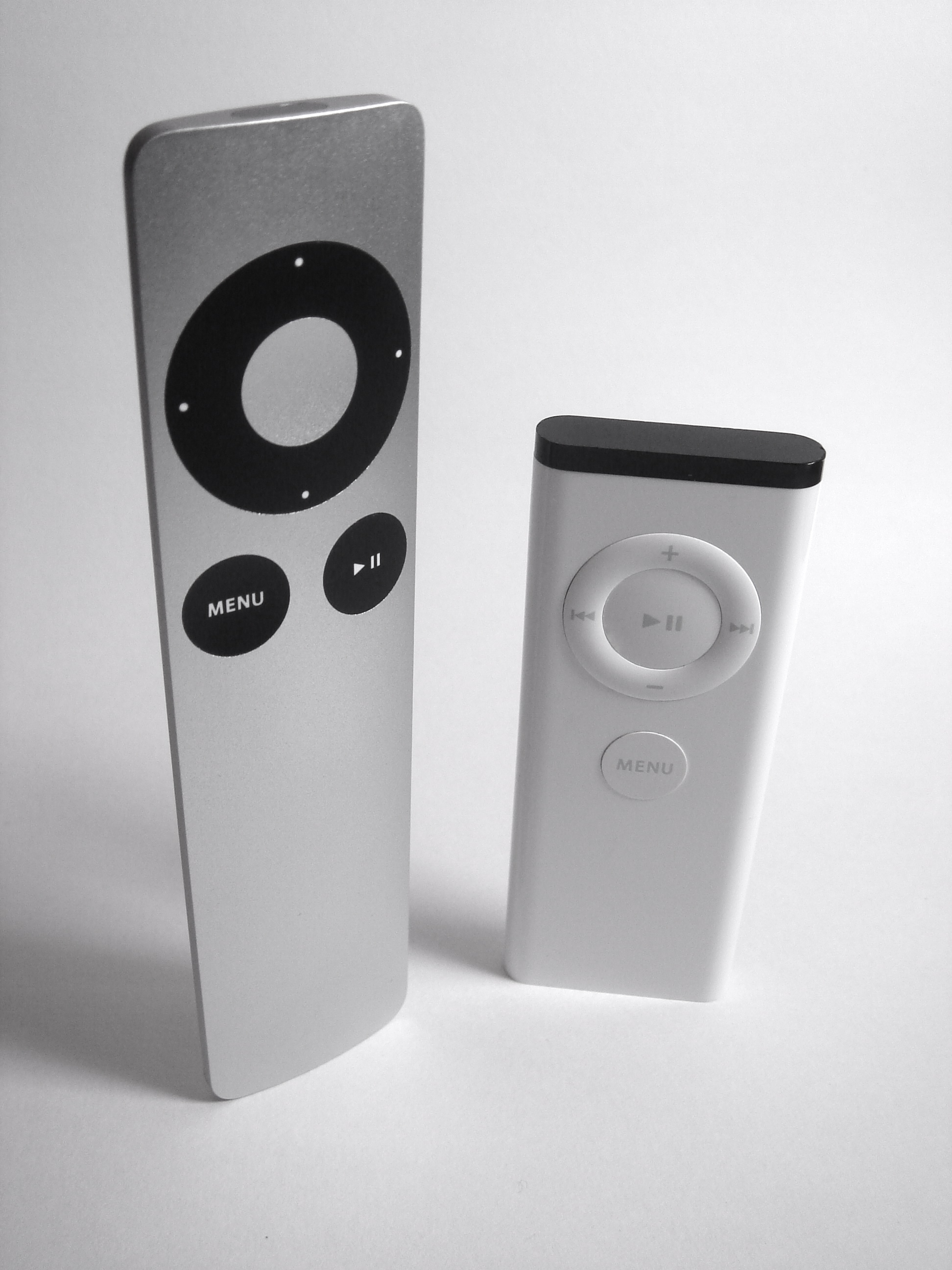
Apple Remote, en el modelo actual y su antecesor.

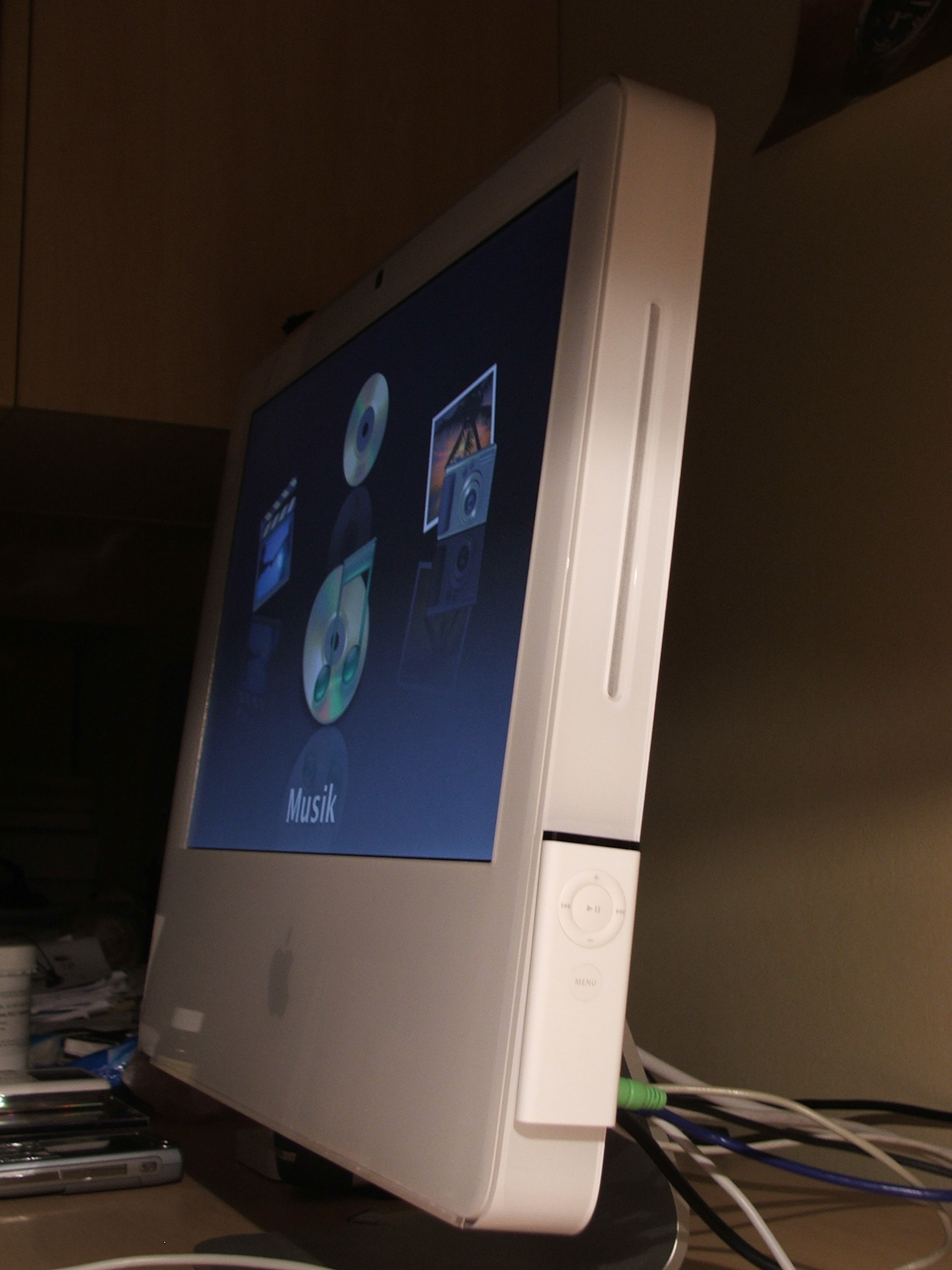

El Apple Remote es un control remoto diseñado para los productos de Apple equipados con infrarrojos desde octubre de 2005. Su interfaz está basada en el iPod shuffle, y su tamaño recuerda a la primera versión de aquel dispositivo. Dispone de siete botones, para menú, "OK",  play/pausa, adelante, atrás, subir volumen y bajar volumen. Fue originalmente diseñado para interactuar con la aplicación Front Row en el iMac. A finales de 2009, apple rediseñó el dispositivo haciéndolo más fino y alto, de aluminio con tecnología unibody, similar a la estética de los iMac y MacBook Pro actuales.
Gracias a la aplicación Front Row se pueden realizar gran variedad de acciones como reproducir DVD, música, fotos y vídeo. El Apple Remote también es compatible con el iPod Hi-Fi y la Base Dock universal.

## Características técnicas
Funciona mediante infrarrojos hasta cerca de 6 metros del receptor. Se puede extraer la batería pulsando con un objeto puntiagudo el botón de su base, y en la nueva versión usando una moneda para sacar la tapa de su parte trasera.

## Usos
La función fundamental del Apple Remote es interactuar con Front Row, iTunes, Spotify, QuickTime e iMovie entre otros, pudiendo realizar el control básico de la reproducción, como iniciar o pausar, controlar el volumen, avanzar o retroceder y cambiar de escena. Además, proporciona algunas funciones adicionales, como se específica a continuación:

### Enlazar con un dispositivo
Para evitar activaciones del dispositivo por parte de otro mando, los dispositivos permiten configurar el responder únicamente a un Apple Remote determinado. Para ello, basta aproximar el mando al dispositivo con el que se desee enlazarlo y mantener pulsados los botones "adelante" y "menú" hasta que el dispositivo indique que se ha enlazado correctamente. Este enlace puede eliminarse desde Preferencias del Sistema, en las opciones de seguridad. (Son necesarios privilegios administrativos para quitar los enlaces).

### Suspender
Los Mac pueden entrar en modo reposo manteniendo pulsado el botón "play/pausa", pudiendo ser reactivados presionando cualquier botón del mando.

### Arrancar
Manteniendo presionado el botón "menú" al arrancar un Mac Intel, permite elegir la partición desde la que se desea arrancar el ordenador y seleccionarla con el botón "play/pausa". Esta característica puede ser útil cuando se utiliza Boot Camp para arrancar Windows en un Mac. El mando puede asimismo extraer CD o DVD desde este menú utilizando el botón "subir volumen".

### Recuperación
En el Apple TV (2ºa generación), si el dispositivo se conecta mediante un cable Micro USB al ordenador, dejando pulsados los botones Menú y Play/Pause durante 7 segundos, el dispositivo entra en un modo para su recuperación en el caso de un fallo del sistema